# Riposo forzato
Riposo forzato (Bed Rest) è un film del 2023 diretto da Lori Evans Taylor.

## Trama
Una donna incinta che riposa comincia a domandarsi se le cose inquietanti che le stanno succedendo siano frutto della sua immaginazione oppure corrispondano alla realtà e quindi la casa sia infestata. 

## Distribuzione
Il film è stato distribuito sulla piattaforma Amazon Prime Video a partire dal 28 giugno 2023.